# 1. deild 1981 (Islanda)
La 1. deild 1981 fu la 70ª edizione della massima serie del campionato di calcio islandese disputata tra l'8 maggio e il 13 settembre 1981 e conclusa con la vittoria del Víkingur, al suo terzo titolo.
Capocannonieri del torneo furono Larus Guðmunðsson (Víkingur) e Sigurlas þorleifsson (ÍBV) con 12 reti.

## Formula
Come nella stagione precedente le squadre partecipanti furono dieci e si incontrarono in un turno di andata e ritorno per un totale di diciotto partite.
Le ultime due classificate retrocedettero in 2. deild karla.
Le squadre qualificate alle coppe europee furono tre: i campioni alla Coppa dei Campioni 1982-1983, la seconda alla Coppa UEFA 1982-1983 e i vincitori della coppa nazionale alla Coppa delle Coppe 1982-1983.

## Squadre partecipanti
| Club       | Città          | Stadio | Posizione 1980     |
| ---------- | -------------- | ------ | ------------------ |
| Fram       | Reykjavík      |        | 2°                 |
| Þór        | Akureyri       |        | 2. deild           |
| Valur      | Reykjavík      |        | Campione d'Islanda |
| KR         | Reykjavík      |        | 7°                 |
| Breiðablik | Kópavogur      |        | 5°                 |
| KA         | Akureyri       |        | 2. deild           |
| ÍA         | Akranes        |        | 3°                 |
| Víkingur   | Reykjavík      |        | 4°                 |
| ÍBV        | Vestmannaeyjar |        | 6°                 |
| FH         | Hafnarfjörður  |        | 8°                 |

## Classifica finale
|                    | Pos. | Squadra    | Pt | G  | V  | N | P  | GF | GS | DR  |
| ------------------ | ---- | ---------- | -- | -- | -- | - | -- | -- | -- | --- |
| Islanda (bandiera) | 1.   | Víkingur   | 25 | 18 | 11 | 3 | 4  | 30 | 23 | +7  |
|                    | 2.   | Fram       | 23 | 18 | 7  | 9 | 2  | 24 | 17 | +7  |
|                    | 3.   | ÍA         | 22 | 18 | 8  | 6 | 4  | 29 | 17 | +12 |
|                    | 4.   | Breiðablik | 22 | 18 | 7  | 8 | 3  | 27 | 20 | +7  |
|                    | 5.   | Valur      | 20 | 18 | 8  | 4 | 6  | 30 | 24 | +6  |
|                    | 6.   | ÍBV        | 19 | 18 | 8  | 3 | 7  | 29 | 21 | +8  |
|                    | 7.   | KA         | 18 | 18 | 7  | 4 | 7  | 22 | 18 | +4  |
|                    | 8.   | KR         | 12 | 18 | 3  | 6 | 9  | 13 | 25 | -12 |
|                    | 9.   | Þór        | 12 | 18 | 3  | 6 | 9  | 18 | 35 | -17 |
|                    | 10.  | FH         | 7  | 18 | 2  | 3 | 13 | 20 | 42 | -22 |

Legenda:
      Campione d'Islanda e ammesso alla Coppa dei Campioni
      Ammesso alla Coppa delle Coppe
      Ammesso alla Coppa UEFA
      Retrocesso in 2. deild karla
Note:
Due punti a vittoria, uno a pareggio, zero a sconfitta.

### Verdetti
- Víkingur Campione d'Islanda 1981 e qualificato alla Coppa dei Campioni
- Fram qualificato alla Coppa UEFA
- ÍBV qualificato alla Coppa delle Coppe
- Þór e FH retrocesse in 2. deild karla.